# Nemzeti Útdíjfizetési Szolgáltató Zrt.
A Nemzeti Útdíjfizetési Szolgáltató Zrt. (NÚSZ Zrt.) a magyarországi útdíjfizetés biztosítása céljából életre hívott, 100 százalékos állami tulajdonban lévő gazdálkodó szervezet. 

## Története

### Állami Autópálya Kezelő Zrt.
A 2000. augusztus 29-én, három cég, az ÉKM Autópálya Rt., a Nyugat-magyarországi Autópálya Rt. és az Állami Autópálya Rt. egyesülésével létrejött az Állami Autópálya Kezelő Zrt., feladata a magyar gyorsforgalmi úthálózat mintegy háromnegyedének üzemeltetése és fenntartása volt.
2006-ban a matricabevételek az Útgazdálkodási és Koordinációs Igazgatósághoz (UKIG), későbbi nevén Közlekedésfejlesztési Koordinációs Központhoz (KKK) kerültek.
2007 április 1-jétől fizetősek lettek az autó- és főutak egyes szakaszai is a teherforgalom számára.
2009 január 1-től a fizetős autópálya-szakaszokon végzett ellenőrzések átkerültek a Nemzeti Közlekedési Hatósághoz.
A Társaság tulajdonosi jogait 2008 októbertől a Gazdasági és Közlekedési Miniszter, 2010 májusa óta a Magyar Fejlesztési Bank Zrt. gyakorolja.

### Nemzeti Útdíjfizetési Szolgáltató Zrt.
2013. november 1-én jött létre az Állami Autópálya Kezelő Zrt. jogutódjaként. A NÚSZ Zrt. közlekedésinnovációs nagyvállalat, amely informatikai, közlekedési és pénzügyi tevékenységet egyaránt végez. Alapfeladata az útdíjszedés (e-matrica, e-útdíj), a kapcsolódó szolgáltatások biztosítása, illetve az úthasználati jogosultságok ellenőrzése. 
Ezen túlmutatóan a vállalat további, úthasználatot érintő technológiai megoldások fejlesztésében és működtetésében is közreműködik. Ilyen a a túlsúlyos tehergépjárművek kiszűrésére, a fuvarozási szabályok betartására szolgáló Nemzeti Tengelysúlymérő Rendszer (TSM) üzemeltetése. A NÚSZ Zrt. kiterjedt üzleti intelligencia szolgáltatásokat kínál piaci, kormányzati és civil partnerei számára, szorosan együttműködve a hatóságokkal.
A társaság leánycége a nemzetközi tevékenységet végző TOLL Service Zrt..
Az elektronikus útdíjrendszert 2013-ban fejlesztette ki az I-Cell Mobilsoft Zrt., melyet 2013. július 1-jén vezettek be. Ennek három eleme a 3.5 tonna alatti járművek („matricák”), a 3.5 T feletti járművek idő, megtett út illetve kibocsájtott szennyezés alapján történő díjazása illetve a tengelysúly-mérés alapján történő díjazás. A rendszert később az Asura Toll Services Zrt. (néha „Asura Tolling Services”, tagja egy nagy méretű „Asura” céghálózatnak) kapta meg, mely később átalakult ATS AI Services Zrt.-vé; a cég részben saját rendszereire cserélte az eszközöket, illetve cseréli folyamatosan.
A társaság által beszedett útdíjak közvetlen állami költségvetési bevételnek számítanak. A NÚSZ Zrt. útdíjbevételei 2023-ban meghaladták a bruttó 531 milliárd forintot, ez 2024-ben 804 milliárdra nőtt, és 2025-re 900 milliárdot is meghaladó bevételt prognosztizáltak, melynek kisebb részét a személygépjárművek, nagyobbikat pedig a teherforgalom díjai teszik ki.
2024 márciusában a cég átkerült a Rogán Antal vezette Miniszterelnöki Kabinetirodától a Lázár János által vezetett Építési és Közlekedési Minisztériumhoz, akik azonnali hatállyal leváltották Bozóky Alex vezérigazgatót a teljes vezetőséggel együtt, valamint további csoportos létszámleépítéseket terveznek, emellett teljes informatikai auditot rendeltek el az egész cégre.

## Célkitűzések
A Nemzeti Útdíjfizetési Szolgáltató Zrt. célja, hogy a szervezet régiós vezető szereplővé váljon az úthasználati megoldások terén, egyszerű, mégis innovatív szolgáltatások nyújtásával. Továbbá a társaság célja, hogy a magyar állam költségvetési bevételeinek növelése által hozzájáruljon a hazai úthálózat és közúti infrastruktúra minőségének javításához, közvetetten erősítse az ország pénzügyi stabilitását, valamint társadalmi-gazdasági teljesítményének versenyképességét. Célja továbbá intelligens, fenntartható, környezeti szempontból kímélő és fogyasztói szempontból igazságos (pl. „szennyező fizet elv”) közlekedési rendszerek, modern technológiák és üzleti modellek alkalmazása, a tudatos, kulturált és jogkövető közlekedési magatartás szélesebb körben történő elterjedésének ösztönzése. A NÚSZ Zrt. a szolgáltató állammal és ügyfélközpontú piaci működéssel kapcsolatos alapelvek gyakorlatba ültetéséért, a digitális megoldások és informatikai-infokommunikációs eszközök összekapcsolásából létrejött tudás és vállalati képességek fejlesztéséért is dolgozik.

## E-matrica
Az e-matrica-rendszerbe a motorkerékpárok, a személygépkocsik (és azok pótkocsija), a legfeljebb 3,5 tonna megengedett legnagyobb össztömegű tehergépjárművek, az autóbuszok és lakóautók, valamint a külön jogszabály alapján nem útdíjkötelesnek minősülő gépjárművek és ezek vontatmányai tartoznak.
A díjköteles útszakaszokat kizárólag érvényes e-matricával lehet igénybe venni, aminek a beszerzéséről még a felhajtás előtt gondoskodni kell. Ha ez nem történt meg, az e-matrica megváltását sürgősen, a díjköteles úthálózatra való felhajtástól számított 60 percen belül pótolni kell.
A jogosulatlan úthasználat elkerülése érdekében a vásárláskor ellenőrizni kell az ellenőrző szelvényen a rendszámot, a felségjelet, a díjkategóriát és az érvényességi időt, illetve vármegyei matrica vásárlása esetén a vármegyét. Az úthasználati díj elektronikus megfizetése esetén a nyugtázó értesítés szolgál igazolásként. A vásárlás után kapott ellenőrző szelvényt, illetve nyugtázó üzenetet az e-matrica érvényességének utolsó napjától számított 3 évig érdemes megőrizni.

### Díjkategóriák
A díj mértéke a közúti forgalomban érvényes forgalmi engedélyben szereplő hatósági bejegyzésekben (J – járműkategória, F.1 – megengedett legnagyobb össztömeg, S.1 – szállítható személyek száma), vagy más, a járműre kiadott egyéb hiteles okmányban foglaltak szerint a jármű fajtája és műszaki adatai alapján a következőképpen meghatározott díjkategóriájától függ:

#### D1 díjkategória
A legfeljebb 3,5 tonna megengedett legnagyobb össztömegű, a vezetővel együtt legfeljebb 7 személy szállítására alkalmas személygépkocsi és az általa vontatott pótkocsi, amennyiben a gépjármű hiteles hatósági bizonyítványában/okmányában (pl. forgalmi engedély) a járműkategória mezőben M1 vagy M1G besorolás szerepel.

#### D1M díjkategória
A D1M díjkategóriába a motorkerékpárok tartoznak.

#### D2 díjkategória
Valamennyi olyan gépkocsi, amely nem tartozik egyéb díjkategóriába, és külön jogszabály alapján nem minősül útdíjköteles gépjárműnek. Ha a gépjármű hiteles hatósági bizonyítványában/okmányában (pl. forgalmi engedély) a járműkategória mezőben N1 vagy N1G besorolás szerepel, akkor az adott jármű – a szállítható személyek számától függetlenül – D2 díjkategóriába tartozik, mint ahogyan akkor is, ha a jármű legalább 8 személy szállítására alkalmas.

#### U díjkategória
A D2 díjkategóriába tartozó gépjárművek által vontatott pótkocsi.
A D2 díjkategóriába tartozó járműre 2019 elejétől a pótkocsikra érvényes jogosultságot (U díjkategória) is meg lehet vásárolni (a D2-es jogosultság mellett). A rendelkezés könnyebbséget jelent az autósoknak, akik a vontatóra megváltott U díjkategóriájú e‑matrica segítségével bármilyen vontatmánnyal közlekedhetnek.

### E-matrica-típusok

#### Országos érvényességűek:
- napi: a vásárlás napján a vásárlás pillanatától éjfélig érvényes. Elővétel esetén a vásárláskor megjelölt napon 0 órától éjfélig érvényes.
- heti (10 napos): kezdőnap + további egymást követő 9 napon,
- havi: a kezdőnaptól a következő hónap (számát tekintve) ugyanazon napjának 24. órájáig/a hónap utolsó napján 24 óráig,
- éves: a vásárlás időpontjától (decemberi elővásárlás esetén a tárgyév első napjától) a tárgyévet követő év január 31. napján éjfélig használható.

#### Vármegyei érvényességűek:
az adott vármegye díjköteles gyorsforgalmi úthálózatán használható, éves érvényességű, azaz a vásárlás időpontjától (decemberi elővásárlás esetén a tárgyév első napjától) a tárgyévet követő év január 31. napján éjfélig biztosít úthasználati jogosultságot.

### Jogosulatlan úthasználat
Jogosulatlan úthasználatról beszélünk,
- ha a jármű nem rendelkezik érvényes e-matricával a díjköteles úton haladáskor;
- ha nem a jármű díjkategóriájának megfelelően váltották meg az e-matricát;
- ha az ellenőrző szelvényen vagy a nyugtázó értesítésben szereplő rendszám nem egyezik a jármű tényleges rendszámával;
- ha az e-matrica érvényességi ideje lejárt, vagy még nem kezdődött meg;
- ha az ellenőrző szelvényen vagy a nyugtázó értesítésben szereplő felségjel eltér a jármű rendszámán szereplőtől;ú
- ha egy adott vármegyére vásárolt matricával rendelkező jármű egy másik vármegye díjköteles úthálózatát is használja.

A jogosulatlan úthasználat pótdíjfizetési kötelezettséget von maga után.

## E-útdíj
A megtett úttal arányos elektronikus útdíjszedési (HU-GO e-útdíj) rendszerben a díjfizetési kötelezettség minden olyan gépjárműre kiterjed, amelynek megengedett legnagyobb össztömege meghaladja a 3,5 tonnát. 

### Útdíjfizetés

#### Fedélzeti eszközzel
A fedélzeti eszköz (On Board Unit, röviden: OBU) használata az útdíjbevallás és -fizetés legegyszerűbb, legkényelmesebb és legbiztonságosabb módja. Fedélzeti egységet a NÚSZ Zrt. ügyfélszolgálatain, viszonteladó partnereinél és a bevallási közreműködőknél lehet beszerezni. A megvásárolt fedélzeti eszköz hu-go.hu oldalon történő regisztrációja után már csak arra kell figyelni, hogy az mindig legyen bekapcsolva, megfelelően működjön, az aktuális jármű tengelyszáma legyen beállítva, valamint legyen elegendő fedezet az útdíjfizetéshez rendelt folyószámlán. A NÚSZ Zrt.-vel leszerződött ügyfelek az úthasználat díját utólag is kiegyenlíthetik.

#### Viszonylati jeggyel
A viszonylati jegy azok számára jelent kényelmes és gyors megoldást, akik ritkábban, egy-egy meghatározott útvonalon veszik igénybe Magyarország díjköteles úthálózatát. Az úgynevezett alkalmi viszonylati jegy megvásárlásához csak a gépjármű megfelelő adatait kell megadni, viszont a tervezett útvonalat pontosan meg kell adni. A megtervezett útvonaltól csak kivételes esetben (például hatósági terelés esetén) lehet eltérni. Minden más esetben az útvonaltól való eltérés bírsággal járhat.

### Érvényességi idő
A viszonylati jegy a kifizetés időpontjától a következő naptári nap 24. órájáig érvényes. A HU-GO rendszerben regisztrált felhasználók elővételben is megválthatják a viszonylati jegyet. Ők az érvényesség kezdeteként legfeljebb a jegy megváltásától számított 30. naptári napot jelölhetik meg. Viszonylati jegyet a hu-go.hu oldalon, a NÚSZ Zrt. ügyfélszolgálatain, a kijelölt viszonteladói pontokon, valamint mobilalkalmazáson keresztül is meg lehet vásárolni.

### Jogosulatlan úthasználat
Mivel a díjellenőrzés 0-24 órában zajlik, ezért a díjköteles útszakaszon közlekedő járműről a rendszer azonnal megállapítja, hogy rendelkezik-e érvényes úthasználati jogosultsággal vagy sem. A NÚSZ Zrt. a HU-GO rendszerben regisztrált ügyfelei számára ingyenes kényelmi szolgáltatást vezetett be: a bírságriasztás keretében az ellenőrzési rendszer figyelmeztetést küld a megadott e-mail címre, ha jogosulatlan úthasználatot állapít meg vagy vélelmez, a szolgáltatás célja a sorozatos bírságok elkerülésének segítése. A rendszer akkor is riaszt, ha a regisztrált ügyfél folyószámla-egyenlege eléri az előre beállított küszöbértéket. Az alacsonyegyenleg-értesítésnek köszönhetően így elkerülhető a jogosulatlan úthasználat.

## Díjellenőrzés
A Nemzeti Útdíjfizetési Szolgáltató Zrt. további alapvető feladata az úthasználati jogosultságok meglétének ellenőrzése, illetve más hatóságok ellenőrzési tevékenységének támogatása. A NÚSZ Zrt. ellenőrzési rendszere a nap 24 órájában és az év 365 napján működik. A vállalat mintegy 133 ellenőrző kapuval összesen 371 forgalmi sávot figyel, 1246 (fix kamera) speciális kamerával, továbbá 40 adatgyűjtő autóval és 8 mobil ellenőrzéses gépjárművel gyűjti az adatokat. 
Az adatgyűjtési adatok feldolgozása során az e-matricás rendszerben a társaság ellenőrzi az úthasználati jogosultság meglétét, és szükség esetén pótdíjat szab ki. A HU-GO e-útdíj rendszerben a NÚSZ Zrt. ellenőrzi az úthasználati jogosultság meglétét, és szükség esetén az ellenőrzési információkat átadja az illetékes hatóságnak (rendőrség), amely hatósági eljárás keretén belül szabálysértési bírságot szab ki a jogosulatlanul közlekedőkre. A NÚSZ Zrt. által beszedett pótdíj a magyar költségvetés közvetlen bevétele. A vállalat különböző módszerekkel és eltérő technológiák alkalmazásán keresztül egységesen, Magyarország teljes területén ellenőrizheti a díjköteles úthálózatot használó járműveket.

### Portálkapus és mobil járműves adatgyűjtés
A NÚSZ Zrt. a díjköteles utakra fixen telepített portálokkal és azokat kiegészítő, változó helyen álló kamerás járművek segítségével elektronikusan, a forgalomban közlekedők megállítása vagy lassítása nélkül vizsgálja a gépjárművek úthasználati jogosultságát.

### Mobil helyszíni ellenőrzés
A forgalomban közlekedők lassításával, célzott kiemelésével vagy kivezetésével megvalósuló ellenőrzés, melynek során a jogosulatlanul közlekedő járműveket megállítják, és a pótdíj felszólítási eljárás esetükben már a helyszínen megkezdődik. Két fő típusa létezik: az átfogóbb, úgynevezett kitereléses ellenőrzés, melynek során, a az autópálya forgalmát a nagyobb pihenőkbe kiterelik, ott az együttműködő további szervezetekkel (pl. ORFK, NAV, ,ÉKM KKEF, NÉBIH, NÚSZ) közösen a helyszínen ellenőrzik az úthasználati jogosultság  meglétét. jA mobil helyszíni ellenőrzések másik típusa, melynek során az autópálya pihenőkben vagy a le- és felhajtó ágakban a társaság a forgalom lassítása mellett úgynevezett megállításos ellenőrzést végez, azaz a közlekedőkből a helyszínen kiszűri a jogosulatlanul érkező járműveket, majd azokat félreállíthatja és intézkedés alá vonhatja.

### Menet közbeni ellenőrzés
A NÚSZ Zrt. mobil járműves adatgyűjtést végző kamerás autóival végzett speciális ellenőrzés, melynek lényege, hogy nemcsak álló helyzetben, hanem menet közben, a díjköteles úton közlekedve is vizsgálni tudja a szemből jövő tehergépjárművek úthasználati jogosultságát és a díjfizetés megfelelőségét.

### Különleges hatósági együttműködések
A NÚSZ Zrt. részt vett a Nemzeti Tengelysúlymérő Rendszer (TSM) fejlesztésében, és szerepet vállal annak üzemeltetésében. Az ellenőrzési rendszer lényege, hogy a tengelysúly- vagy össztömeg tekintetében túlterhelt járműveket ki lehessen szűrni a forgalomból, így mérséklődjön az útelhasználódás, a környezeti terhelés és a túlsúlyos tehergépjárművek okozta balesetek száma.
A NÚSZ Zrt. közreműködött az Elektronikus Közúti Áruforgalom Ellenőrző Rendszer (EKÁER) kiépítésében, és szerepet játszik annak működtetésében. Az EKÁER célja az áruk valós útjának nyomon követése, az árubeszerzések, értékesítések során keletkező közterhek megfizettetése, valamint, hogy Magyarországon ne kerülhessen forgalomba olyan áru, amely előzetesen nem volt bejelentve az adóhatósághoz.
Az ellenőrzési feladatokhoz kapcsolódóan a NÚSZ Zrt. jogszabályi előírások alapján különleges információs szolgáltatásokat nyújt a hatósági partnerei számára, ezek segítségével a hatóságok (ORFK, NAV) közrendészeti vagy adóellenőrzési feladatokat látnak el.